# Шищенко Петро Григорович
Петро Григорович Шищенко (*8 лютого 1936) — український учений у галузі географії й екології. Доктор географічних наук, професор. Член-кореспондент НАПН України. Академік АН ВШ України з 1996 року.
Народився в с. Покришів Брусилівського району Житомирської області. Закінчив Коростишівське педучилище у 1954 році та географічний факультет Київського педінституту у 1959. У 1959–1961 роках працював у ґрунтознавчій експедиції в Україні, Казахстані, Західному Сибіру. З 1961 року — аспірант КНУ ім. Т. Шевченка. У 1965 році захистив кандидатську дисертацію на тему «Природні комплекси і фізико-геогр. районування Лівобережного Полісся УРСР». З 1969 року заступник декана географічного факультету, доцент. У 1971–1975 роках — завідувач кафедри фізичної географії та охорони природи. У 1984 році захистив докторську дисертацію «Принципи і методи ландшафтного аналізу в регіональному проектуванні (на прикладі Української РСР)». У 1985–1989 та 1994–1999 роках — декан географічного факультету, професор. З 1989 року проректор з навчальної роботи природничих факультетів. З 1995 року — завідувач створеної ним кафедри географії України.

## Наукова діяльність
Наукові інтереси — в галузі фізичної географії, ландшафтознавства, теоретичних та методологічних основ його аналізу, застосування в регіональнім проєктуванні, конструктивно-географічних досліджень. Фахівець з питань теорії ландшафтогенезу, структури, динаміки та перетворення ландшафтів під впливом антропогенних факторів, фізико-географічного районування і ландшафтного картографування України; методів визначення стійкості й ступеня зміненості ландшафтів, їх систематики та класифікації, геоекологічних основ проєктування й планування, методики регіональних ландшафтно-меліоративних досліджень; дидактики, методики та інноваційних технологій вузівської та шкільної географії. Один з фундаторів української наукової школи еколого-географічного аналізу. Дидакт-методист зі шкільної та вузівської географії. Розробник концепції змісту і стандартів шкільної та базової вищої географічної освіти. Учасник міжнародних географічних конгресів у Гаазі (1996), Сеулі (2000), Глазго (2004), Тунісі (2008).
Опублікував понад 500 наукових праць. Автор і співавтор 16 монографій, 18 підручників і навчальних посібників з прикладної фізичної географії, географії України для середніх і вищих закладів освіти, програм вузівських курсів та програм профільного навчання в загальноосвітніх навчальних закладах, ряду карт до Національного атласу України. Підготував 8 докторів і 23 кандидатів наук.
Основні праці:
1. (рос.) Прикладная физическая география. — К., 1988.
2. (рос.) Принципы и методы ландшафтного анализа в региональном проектировании. — К., 1999.
3. Географія: навч. посіб. — К., 2006 (у співавторстві).
4. Фізична географія України: підручник. — К., 2006 (у співавторстві).
5. Географія: Україна і світ. — К., 2008.
6. Загальне землезнавство: підручник. — К., 2008 (у співавторстві).
7. Фізична географія материків і океанів. Том 1. Азія. — К., 2009 (у співавторстві).

Член-кореспондент Академії педагогічних наук України (1992). З 1995 р. — Президент Українського географічного товариства, організатор десяти з'їздів УГТ протягом 1964–2008 років. Член спеціалізованої вченої ради із захисту докторських дисертацій у КНУ ім. Т. Шевченка. Член і голова у 1993–1997 та 2000–2002 роках експертної ради з природничих наук та математики Вищої атестаційної комісії України, голова комісії з географії та геології Малої академії наук. Відповідальний редактор міжвідомчого наукового збірника «Фізична географія та геоморфологія», член редколегії Екологічної енциклопедії, журналу «Географія та основи економіки в школі», «Українського географічного журналу» тощо.

## Звання та нагороди
Відмінник народної освіти. Лауреат Державної премії України (1993). Заслужений діяч науки і техніки України (1999). З 2005 — Почесний доктор (Honoris causa) Ужгородського національного університету, з 2009 р. — Заслужений професор Київського національного університету імені Т. Шевченка, почесний професор Таврійського національного університету ім. В. І. Вернадського.
Лауреат Нагороди Ярослава Мудрого АН ВШ України (1994). Нагороджений знаком «К. Д. Ушинський». Відзначений Почесною грамотою Верховної Ради України у 2008 та Подякою Президента України у 2009.
Член Контрольно-ревізійної комісії АН ВШ України з 2007 року.